# 清源路駅
座標: 北緯39度44分28.79秒 東経116度19分35.14秒 / 北緯39.7413306度 東経116.3264278度
清源路駅（せいげんろえき）とは中華人民共和国北京市大興区に位置する北京地下鉄大興線の駅である。

## 駅構造

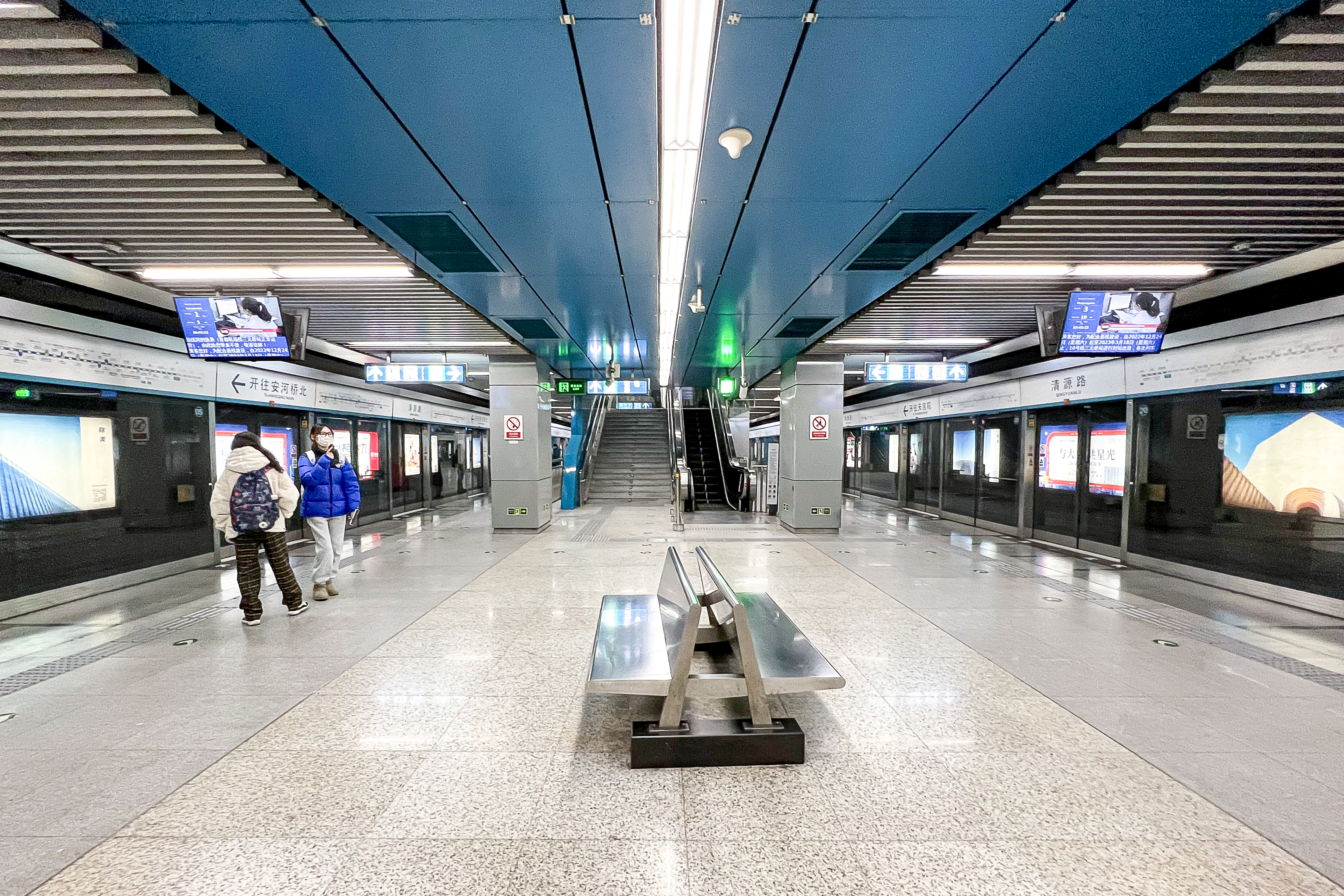
ホーム

島式ホーム1面2線を有する地下駅。

## 歴史
- 2010年12月30日 - 開業。

## 隣の駅
北京地下鉄
■大興線
棗園駅 - 清源路駅 - 黄村西大街駅